# Prix national de portrait photographique Fernand-Dumeunier
Le prix national de portrait photographique Fernand-Dumeunier ou Prix Dumeunier est un prix national belge de portrait (biennal ou triennal) créé en 1971 par Madame Dumeunier à la mémoire de son mari Fernand Dumeunier.
Fernand Dumeunier (Bois-d'Haine, 1899-Bruxelles, 1968), photographe portraitiste à Bruxelles, exploite les potentiels créatifs du flou, manipulant l'image pour traduire poétiquement la nostalgie.
La valeur du prix s’élève à 1 500 €. Il s’adresse aux jeunes photographes portraitistes belges ou résidant en Belgique depuis plus d’un an, âgés de moins de 40 ans au 31 décembre de l’année de la remise du prix.
Il est l'un des prix du Hainaut, attribué par l’Académie des Beaux-Arts Alphonse Darville,,, une académie locale de cours du soir (s'adressant à « un public très diversifié » : enfants, adultes déjà engagés dans la vie professionnelle, etc.).

## Lauréats
Parmi les lauréats, citons :
- 1972:Bernard Henreaux
- 1983 : Jean Fürst
- 1992 : Thomas Chable
- 1993 : Marco Jacobs
- 1996 : Franck Christen
- 2003 : ?
- 2004 : Chloé Houyoux-Pilar
- 2007 : Sophie Langohr